# Одна ночь в Китае
«Одна ночь в Китае» (англ. 1 Night in China), также «Одна ночь в Чайне»  — порнографический фильм, в главных ролях которого снялись профессиональные рестлеры Шон Уолтман и Джоан Лорер. Картина была выпущена компанией Red Light District Video в 2004 году. Позже Лорер снялась ещё в нескольких порнографических фильмах, включая Another Night in China в 2009 году. В январе 2006 года фильм получил награду Adult Video News Award в категории «Самый продаваемый фильм года».

## Сюжет
В фильме присутствуют сцены с путешествием Лорер и Уолтмана по Китаю, которые прерываются сценами, в которых пара занимается анальным, вагинальным и оральным сексом с особым акцентом на съёмки анального секса, которые являются главными сценами фильма. Позже в одном из интервью Уолтман рассказал, что большую часть фильма он снимался под действием марихуаны.

## Название
В названии фильма используется игра слов, так как Лорер выступала в World Wrestling Federation под именем Чайна (англ. Chyna, произносится также как слово China (Китай)). Ранее с похожим названием был выпущен фильм с участием Пэрис Хилтон — 1 Night in Paris («Одна ночь в Пэрис»), который также распространялся компанией Red Light District Video.

## Распространение
В конце 2004 года Лорер и Уилтман обратились к компании Red Light District Video с предложением стать дистрибьютором видеозаписи, которая впоследствии была продана тиражом более 100 000 копий. Успех фильма способствовал развитию карьеры Лорер и она даже снялась в реалити-шоу The Surreal Life канала VH1.